# Currimahuida
Esta localidad se encuentra ubicada en la ribera sur del Río Bueno, y constituye la localidad más septentrional de la comuna de San Pablo. Se ubica próximo de la localidad de Llancacura ubicada en la ribera norte del Río Bueno en la comuna de La Unión.
Esta localidad cuenta con agua potable rural desde el año 2003 gracias a un proyecto de FOSIS que benefició a 53 familias de este sector.
Esta localidad se ha visto en ocasiones afectada por las crecidas del río, como también por los cortes del único camino que accede a ella.
Esta localidad cuenta con la Escuela Rural Alejandro Vasquez Valdevellano y la Posta de Salud Rural de Curramahuida.

## Accesibilidad y transporte
Se accede a ella por vía navegable en el Río Bueno y además por la Ruta U-22 que bordea la ribera oeste del río Rahue. Currimahuida se encuentra a 48 km hasta San Pablo.